# Sarcocystidae
Sarcocystidae ist eine Familie von parasitischen Einzellern, deren medizinisch bedeutsamster Vertreter Toxoplasma gondii, der Erreger der Toxoplasmose ist. Neben der Gattung Toxoplasma sind auch die Gattungen Besnoitia, Hammondia, Sarcocystis, Neospora, Frenkelia und Cystoisospora von tiermedizinischer Bedeutung. Die Oozysten besitzen zwei Sporozysten mit je vier Sporozoiten.
Die Sarcocystidae haben wie alle Eimeriorina einen dreistufigen Entwicklungszyklus aus Sporulation, ungeschlechtlicher (Schizogonie) und geschlechtlicher Vermehrung (Gametogonie). Von den Eimeriidae unterscheiden sie sich vor allem dadurch, dass die ungeschlechtliche und geschlechtliche Vermehrung sowohl in einem Zwischenwirt als auch im Endwirt stattfindet. Im Zwischenwirt besiedeln die Parasiten verschiedene Gewebe, wobei sie den Wirt schädigen und Krankheiten auslösen. Dieses Gewebsphase im Zwischenwirt ist zwingend erforderlich, bei Toxoplasma nur fakultativ. Im Endwirt rufen die Parasiten, mit Ausnahme von Toxoplasma und Cystoisospora, keine Schäden hervor, sie sind also für diesen apathogen.

## Systematik
Die Familie enthält folgende Gattungen:
- Besnoitia Henry, 1913
- Cystoisospora Frenkel, 1977
- Frenkelia Biocca, 1968
- Hammondia Frenkel & Dubey, 1975
- Nephroisospora
- Neospora
- Sarcocystis Lankester, 1882
- Toxoplasma Nicolle & Manceaux, 1909

Die Gattungen Neospora und Toxoplasma mit ihren unterschiedlichen Vermehrungsstrategien haben sich vermutlich vor 28 Millionen Jahren separiert.